# Blackie Towery
William Carlisle "Blackie" Towery (nacido el 20 de junio de 1920 y fallecido el 25 de noviembre de 2012 en Marion, Kentucky fue un jugador de baloncesto estadounidense que disputó dos temporadas entre la BAA y la NBA, además de jugar en la NBL y la NPBL. Con 1,93 metros de estatura, jugaba en la posición de ala-pívot.

## Trayectoria deportiva

### Universidad
Jugó durante tres temporadas con los Hilltoppers de la Universidad de Kentucky Occidental, en las que promedió 10,6, 13,8 y 17,1 puntos por partido, respectivamente, esta última cifra récord en aquella época. Fue el primer jugador de dicha universidad en anotar más de 1000 puntos.

### Profesional
Comenzó a jugar como profesional en 1941, en los Fort Wayne Pistons de la NBL, con los que disputó siete temporadas, la última de ellas en la BAA. Ganó el título de campeón de liga en 1944, colaborando con 5,9 puntos por partido. Ese año además el equipo participó en el World Professional Basketball Tournament, en el que se proclamaron campeones, siendo incluido en el mejor quinteto del torneo. Tras una pausa de dos años debido a su participación en la Segunda Guerra Mundial, en la que fue condecorado con la Estrella de Bronce, regresó a los Pistons, quienes en 1948 lo traspasaron, junto a Charlie Black, Ralph Hamilton, Leo Mogus y Bruce Hale a los Indianapolis Jets, a cambio de John Mahnken.
Allí jugó el resto de la temporada, siendo uno de los más destacados del equipo, promediando 11,5 puntos y 3,6 asistencias por partido. Tras la desaparición del equipo, al año siguiente fichó por los Baltimore Bullets, con los que promedió 8,8 puntos y 3,1 asistencias por encuentro.
Antes de retirarse, jugó una temporada más en tres equipos diferentes de la NPBL.

#### Estadísticas en la BAA y la NBA

##### Temporada regular
| Temporada | Edad | Equipo             | Liga  | Pos. | P   | TIT | MIN | TC  | TCA  | %TC  | 3P | 3PA | %3P | TL  | TLA | %TL  | R.OF. | R.DEF. | REB | ASIS | ROB | TAP | PER | FP  | PTS  |
| 1948-49   | 28   | TOTAL              | BAA   |      | 60  |     |     | 3.4 | 12.9 | .263 |    |     |     | 3.3 | 4.4 | .741 |       |        |     | 2.9  |     |     |     | 4.1 | 10.0 |
| 1948-49   | 28   | Fort Wayne Pistons | BAA   |      | 22  |     |     | 2.5 | 9.8  | .259 |    |     |     | 2.4 | 3.3 | .712 |       |        |     | 1.6  |     |     |     | 3.6 | 7.5  |
| 1948-49   | 28   | Indianapolis Jets  | BAA   |      | 38  |     |     | 3.9 | 14.6 | .265 |    |     |     | 3.8 | 5.0 | .753 |       |        |     | 3.6  |     |     |     | 4.3 | 11.5 |
| 1949-50   | 29   | Baltimore Bullets  | NBA   |      | 68  |     |     | 3.3 | 10.0 | .327 |    |     |     | 2.3 | 3.0 | .757 |       |        |     | 2.1  |     |     |     | 3.6 | 8.8  |
| Total     |      |                    | TOTAl |      | 128 |     |     | 3.3 | 11.3 | .293 |    |     |     | 2.7 | 3.6 | .748 |       |        |     | 2.4  |     |     |     | 3.8 | 9.4  |
|           |      |                    | NBA   |      | 68  |     |     | 3.3 | 10.0 | .327 |    |     |     | 2.3 | 3.0 | .757 |       |        |     | 2.1  |     |     |     | 3.6 | 8.8  |
|           |      |                    | BAA   |      | 60  |     |     | 3.4 | 12.9 | .263 |    |     |     | 3.3 | 4.4 | .741 |       |        |     | 2.9  |     |     |     | 4.1 | 10.0 |